# Arcidiocesi di Jinan
L'arcidiocesi di Jinan (in latino: Archidioecesis Zinanensis) è una sede metropolitana della Chiesa cattolica in Cina. Nel 1950 contava 44.016 battezzati su 5.000.000 di abitanti. La sede è vacante.

## Territorio
L'arcidiocesi comprende parte della provincia cinese dello Shandong.
Sede arcivescovile è la città di Jinan, dove si trova la cattedrale del Sacro Cuore di Gesù.

## Storia
Il vicariato apostolico dello Scian-Ton (Shantung) fu eretto il 3 settembre 1839 con il breve Ex pastoralis di papa Gregorio XVI, ricavandone il territorio dalla diocesi di Pechino.
L'8 gennaio 1886 cedette una porzione del suo territorio a vantaggio dell'erezione del vicariato apostolico dello Shantung Meridionale (oggi diocesi di Yanzhou) e contestualmente assunse il nome di vicariato apostolico dello Shantung Settentrionale.
Il 22 febbraio 1894 cedette un'altra porzione di territorio a vantaggio dell'erezione del vicariato apostolico dello Shantung Orientale (oggi diocesi di Yantai).
Il 3 dicembre 1924 mutò il proprio nome in vicariato apostolico di Tsinanfu in forza del decreto Vicarii et Praefecti della Congregazione di Propaganda Fide.
Il 24 giugno 1927 e il 16 aprile 1929 cedette altre porzioni di territorio a vantaggio dell'erezione delle missioni sui iuris di Linqing (oggi prefettura apostolica) e di Zhangdian (oggi diocesi di Zhoucun).
L'11 aprile 1946 il vicariato apostolico è stato elevato al rango di arcidiocesi metropolitana con la bolla Quotidie Nos di papa Pio XII.
Il 24 aprile 1988 fu ordinato arcivescovo di Jinan il sacerdote Giacomo Zhao Ziping, deceduto il 18 maggio 2008. Gli succede alla guida dell'arcidiocesi monsignor Giuseppe Zhang Xianwang, già vescovo ausiliare della Chiesa patriottica cinese.
Nel 2008 l'arcidiocesi contava circa 60.000 cattolici, 40 sacerdoti, 11 chiese, un seminario maggiore con circa 50 seminaristi e un seminario minore.

## Cronotassi dei vescovi
Si omettono i periodi di sede vacante non superiori ai 2 anni o non storicamente accertati.
- Lodovico Maria Besi † (3 settembre 1839 - 9 luglio 1848 dimesso)
- Luigi Moccagatta, O.F.M. † (9 luglio 1848 - 27 settembre 1870 nominato vicario apostolico dello Shansi)
- Eligio Pietro Cosi, O.F.M. † (27 settembre 1870 succeduto - 12 gennaio 1885 deceduto)
- Beniamino Geremia, O.F.M. † (12 gennaio 1885 succeduto - 29 dicembre 1888 deceduto)
- Pietro Paolo de Marchi, O.F.M. † (13 febbraio 1889 - 30 agosto 1901 deceduto)
- Ephrem Giesen, O.F.M. † (18 luglio 1902 - 6 agosto 1919 deceduto)
- Adalberto Schmücker, O.F.M. † (2 agosto 1920 - 8 agosto 1927 deceduto)
- Cyrill Rudolph Jarre, O.F.M. † (18 maggio 1929 - 8 marzo 1952 deceduto)
  - Sede vacante
  - John P'ing Ta-kuam, O.F.M. † (7 novembre 1952 - 3 febbraio 1984) (amministratore apostolico)
  - Dong Wen-long † (1º giugno 1958 consacrato - 1963 ?)
  - Joseph Zong Huai-de † (1963 - 27 giugno 1997 deceduto)
  - Giacomo Zhao Ziping † (24 aprile 1988 consacrato - 18 maggio 2008 deceduto)
  - Giuseppe Zhang Xian Wang, succeduto il 18 maggio 2008

## Statistiche
L'arcidiocesi nel 1950 su una popolazione di 5.000.000 di persone contava 44.016 battezzati, corrispondenti allo 0,9% del totale.
| anno | popolazione | popolazione | popolazione | presbiteri | presbiteri | presbiteri | presbiteri                | diaconi | religiosi | religiosi | parrocchie |
| anno | battezzati  | totale      | %           | numero     | secolari   | regolari   | battezzati per presbitero | diaconi | uomini    | donne     | parrocchie |
| ---- | ----------- | ----------- | ----------- | ---------- | ---------- | ---------- | ------------------------- | ------- | --------- | --------- | ---------- |
| 1950 | 44.016      | 5.000.000   | 0,9         | 84         | 19         | 65         | 524                       |         | 79        | 28        |            |